# Mairie d'Aubervilliers (métro de Paris)
Mairie d'Aubervilliers est une station de la ligne 12 du métro de Paris. Elle a été mise en service le 31 mai 2022. C'est, depuis cette date, le terminus nord de la ligne, ainsi que la 308e station du métro de Paris.
À l'horizon 2030, elle pourrait également être une station de la future ligne 15 du Grand Paris Express.

## Situation
La station se trouve au cœur d'Aubervilliers, place de la Mairie. Elle dessert un quartier densément peuplé, centré autour de l'hôtel de ville, mais éloigné de moyens de transports lourds. Elle s’étend de l’angle de la rue Louis-Fourrier jusqu'à l’intersection formée par l’avenue Victor-Hugo, l’avenue de la République, l’avenue du Président-Roosevelt et le boulevard Anatole-France.
Elle est située après la station Aimé Césaire.

## Histoire

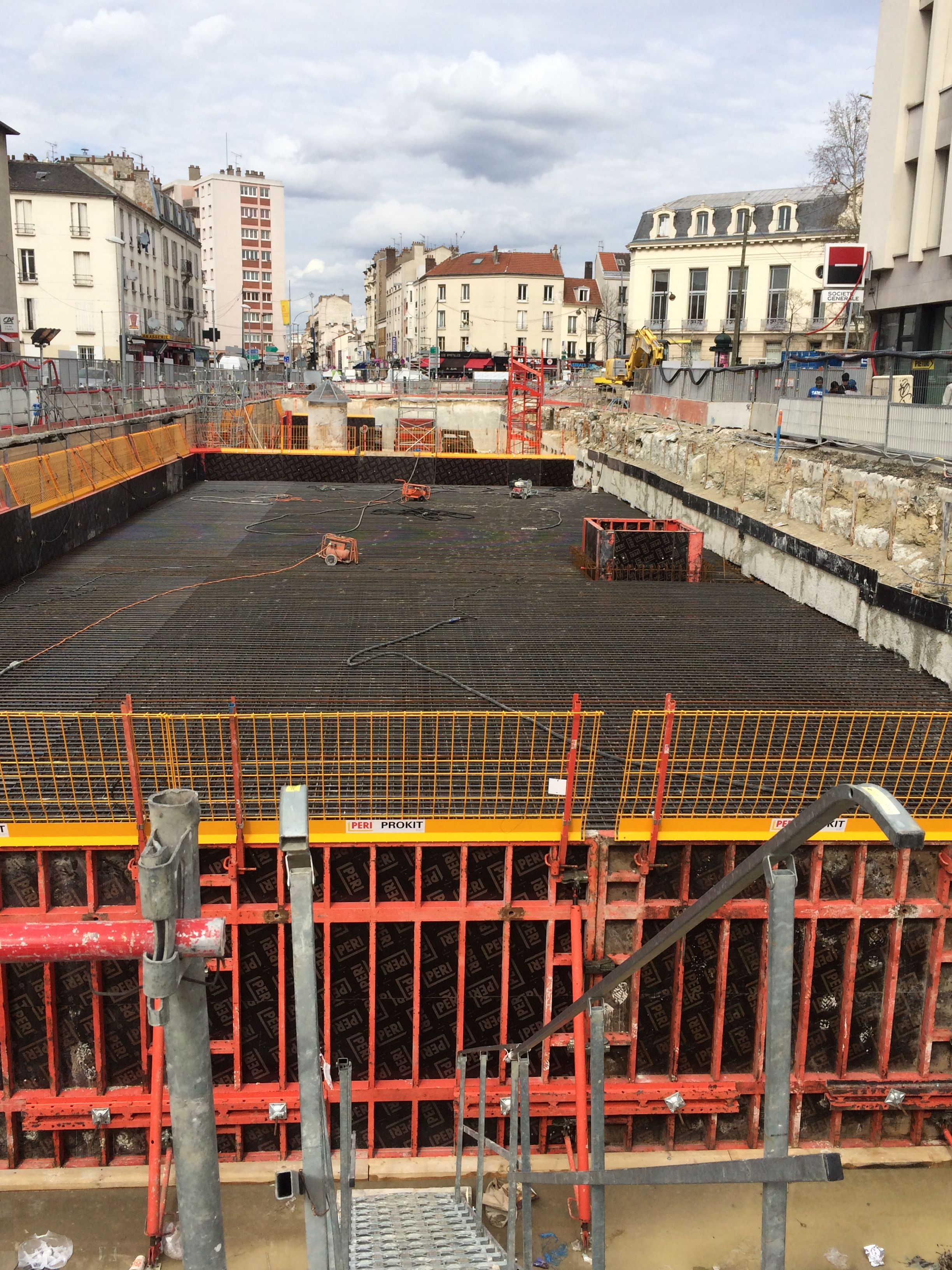
La station en construction,
avenue Victor-Hugo, en 2016.

Avant Mairie d'Aubervilliers, la ligne 12 a été prolongée à Front populaire le 18 décembre 2012. Le gros œuvre du tunnel sur la section qui comprendra les stations Aimé Césaire et Mairie d'Aubervilliers a été réalisé, le tunnelier ayant dû creuser jusqu'à la gare RER pour prévoir une voie de garage. La construction de la station Mairie d'Aubervilliers a commencé à l'automne 2014 et l'ouverture de ces deux dernières stations initialement prévue fin 2017, est repoussée d'abord à mi-2019 en raison de divers problèmes administratifs et techniques, puis au printemps 2022.
Pendant les travaux, la RATP fait état de difficultés techniques sous l’avenue Victor-Hugo avec un sol sablonneux et une nappe phréatique qui affleure à 4 mètres. Selon elle, 16 mois des deux ans de retard seraient imputables aux réseaux concessionnaires. Le tunnel est utilisé pendant le chantier pour amener le béton et évacuer les déchets et eaux polluées. Une hydrofraise creuse des tranchées jusqu’à 40 m de profondeur avant d’y couler le béton des parois de soutènement de l’enceinte de station. Cette opération achevée en février 2016, les ouvriers posent la dalle de couverture jusqu'en octobre avant d'entamer l’aménagement de la station qui devrait ouvrir au printemps 2022.
La mise en service a finalement lieu le 31 mai 2022.
La station porte en sous-titre la mention Plaine des Vertus.

## Service aux voyageurs

### Accès
D'une surface de 4 500 m2 environ sur quatre niveaux souterrains, elle compte cinq accès, dont deux dotés d’ascenseurs :
- l'accès 1 « Avenue du Président Roosevelt » est consitué d'un unique escalier fixe le long de l'avenue Victor-Hugo ;
- l'accès 2 « Avenue Victor Hugo » comporte un escalier fixe et un escalier mécanique le long de l'avenue Victor-Hugo ;
- l'accès 3 « Rue Pasteur » est composé d'un escalier fixe et d'un ascenseur le long de l'avenue Victor-Hugo ;
- l'accès 4 « Rue Fourrier » possède les mêmes caractéristiques que l'accès 2 ;
- l'accès 5 « Avenue de la République » est composé d'un escalier fixe et d'un ascenseur sur le square du Docteur-Pesqué.

Accès à la station
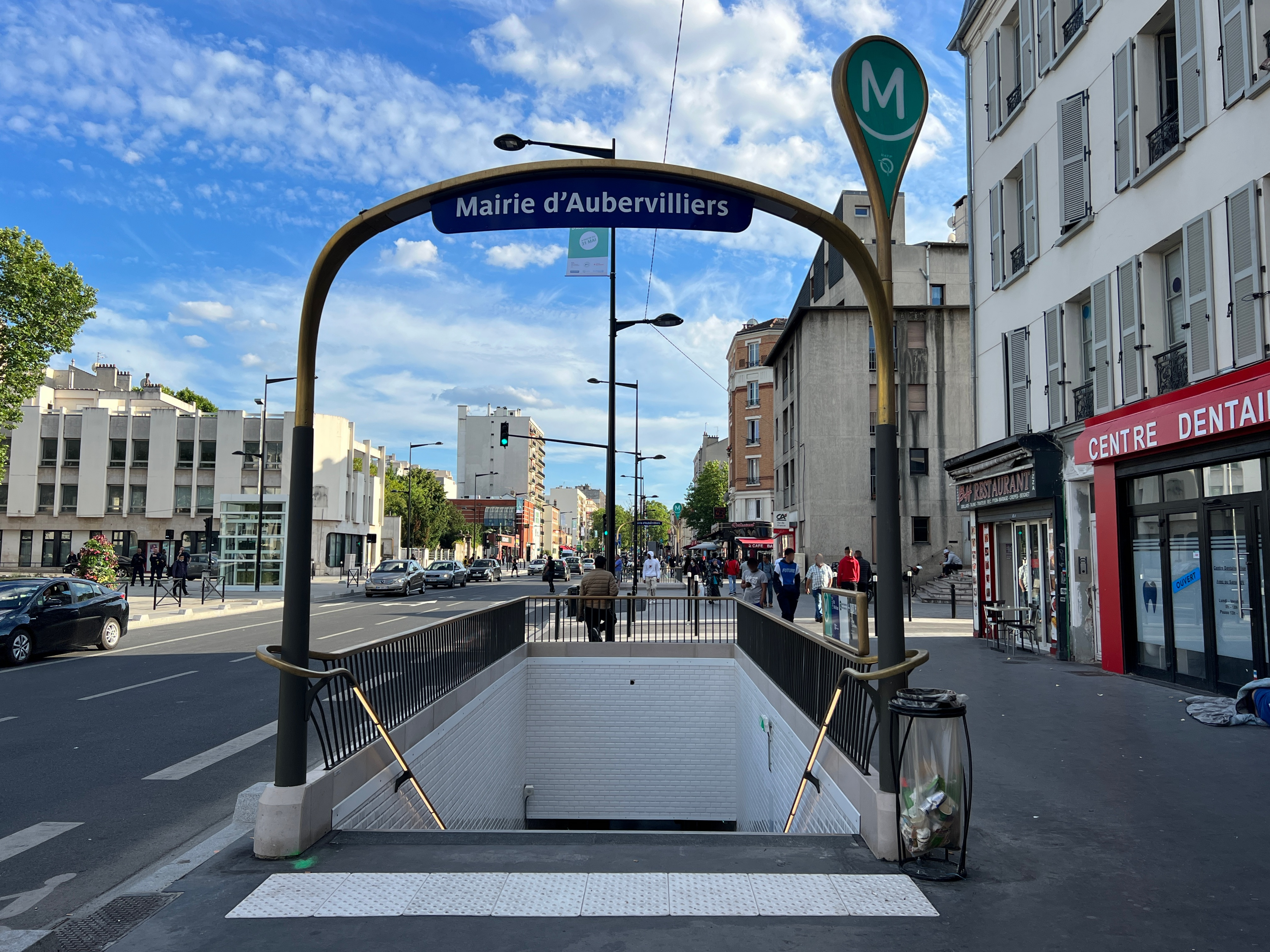
L'accès no 1 « Avenue du Président Roosevelt ».
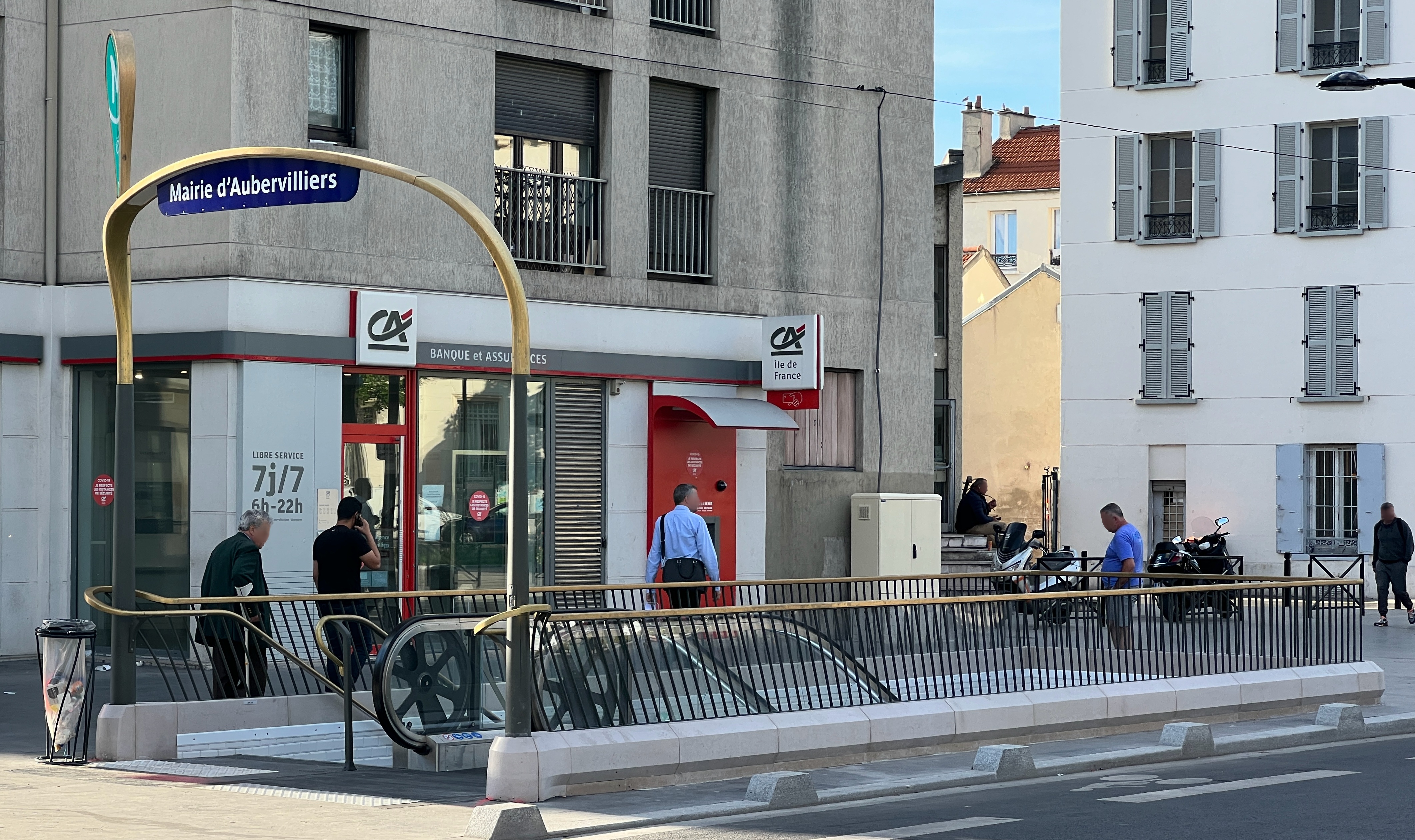
L'accès no 2 « Avenue Victor Hugo ».
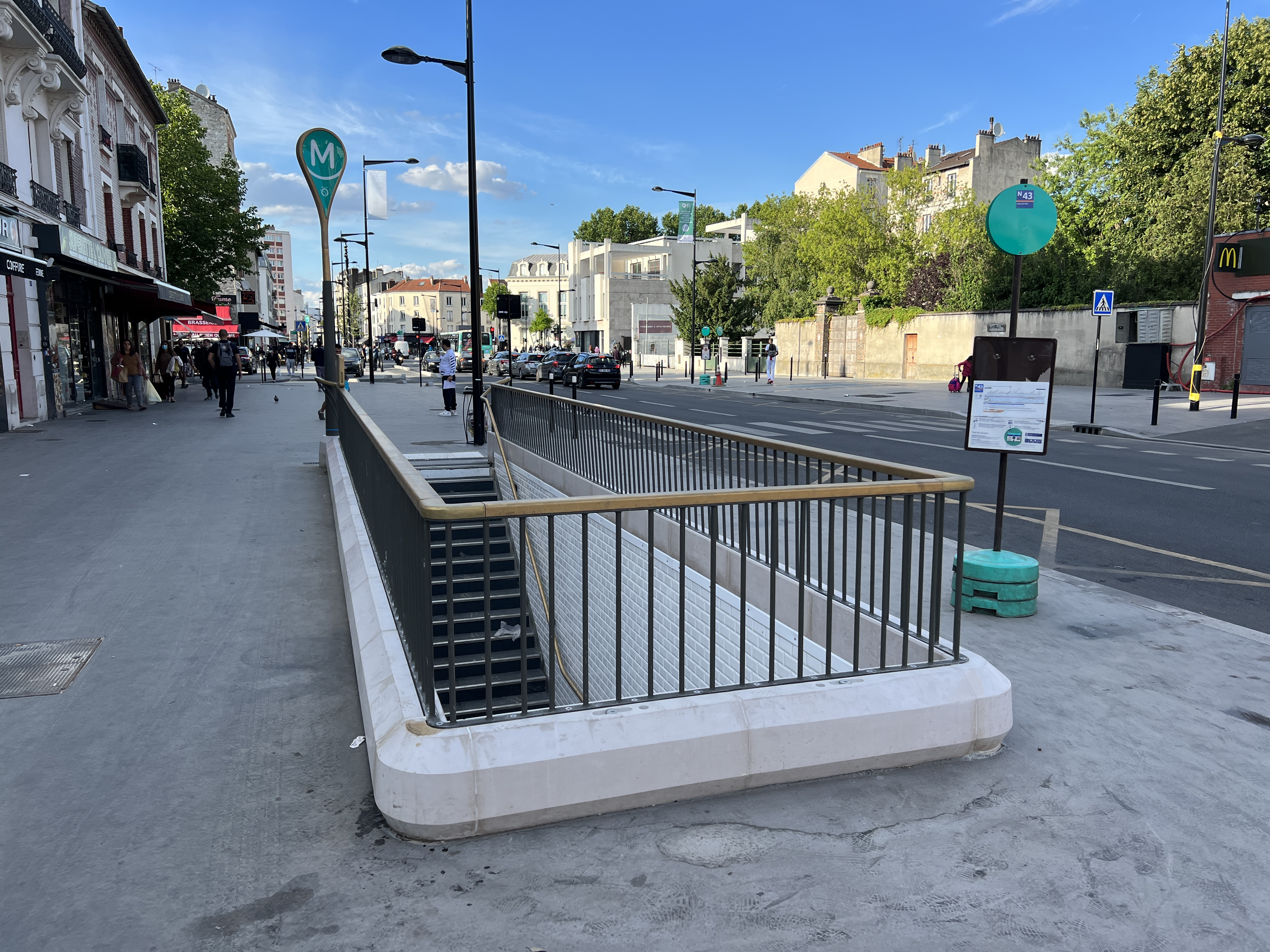
L'accès no 3 « Rue Pasteur ».
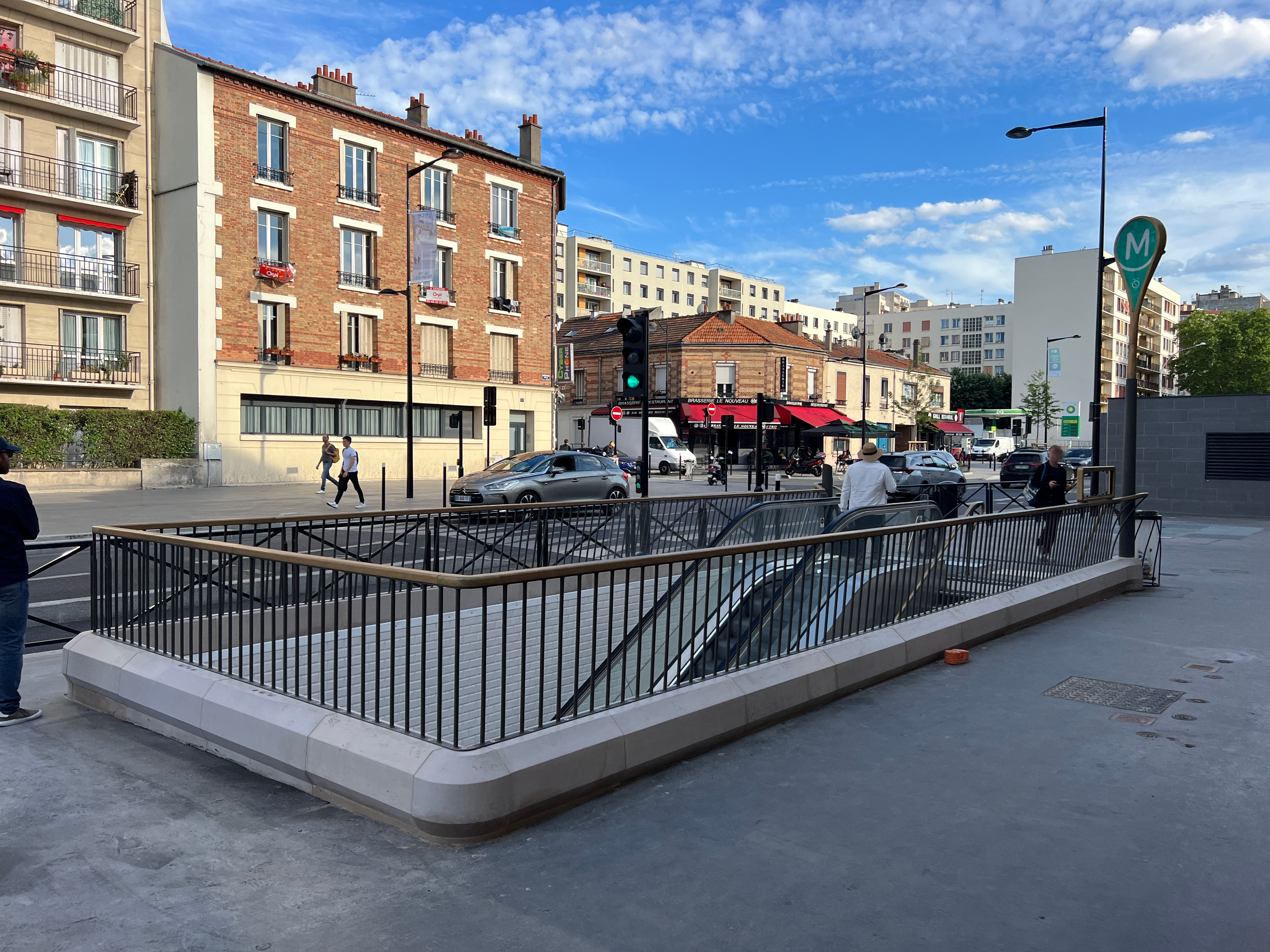
L'accès no 4 « Rue Fourrier ».
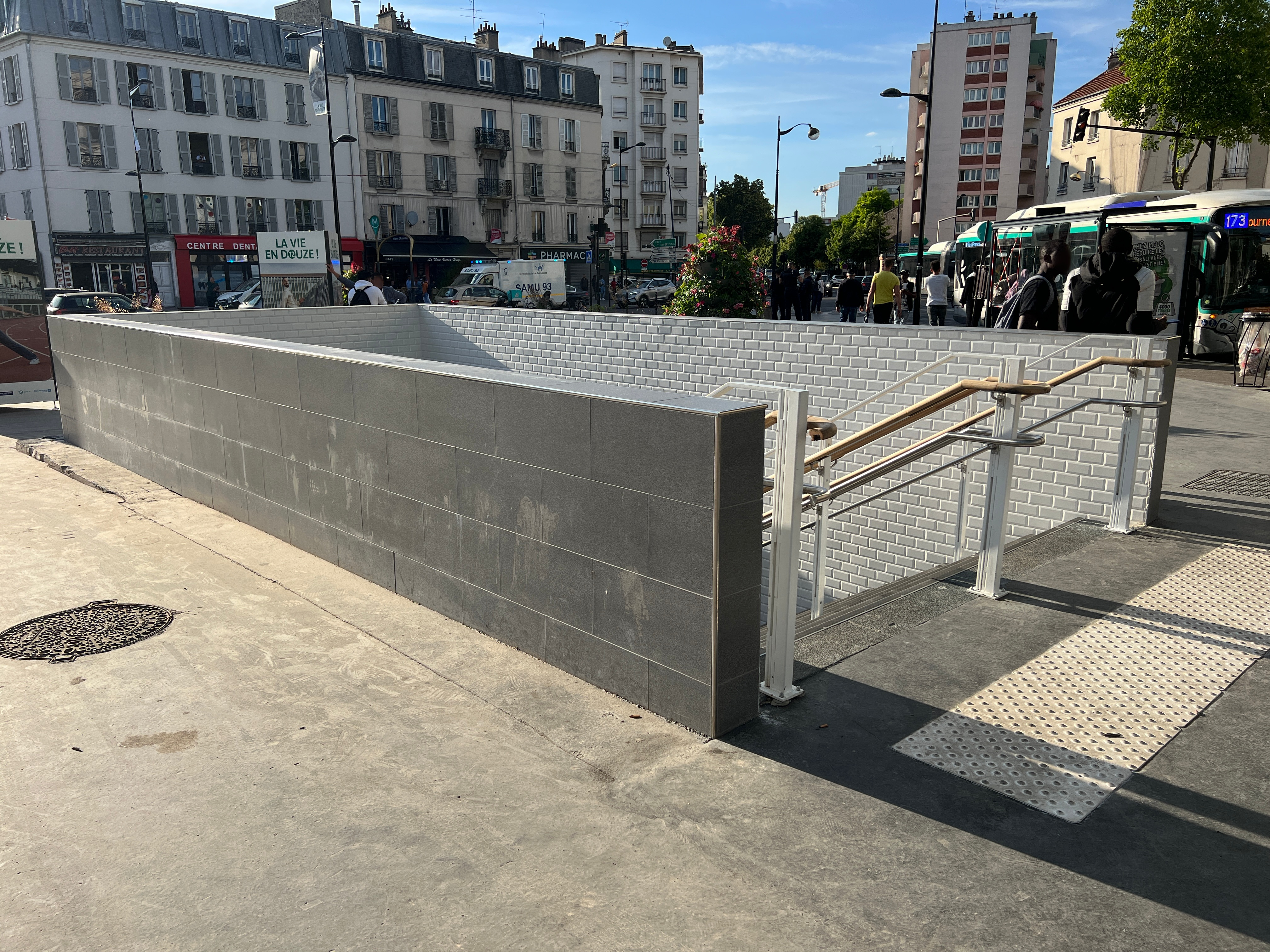
L'accès no 5 « Avenue de la République ».

.

### Quais
Mairie d'Aubervilliers est une station de configuration classique pour un terminus contemporain : elle possède trois voies et deux quais, dont un central. Le quai latéral est dédié à l'arrivée des rames, le quai central servant au départ des rames depuis les deux voies l'encadrant. La voie du milieu pouvant servir aussi à l’arrivée des trains (manœuvre 0). La station a un revêtement mural fait de panneaux ondulés en métal blanc ajouré.

Galerie de photographies
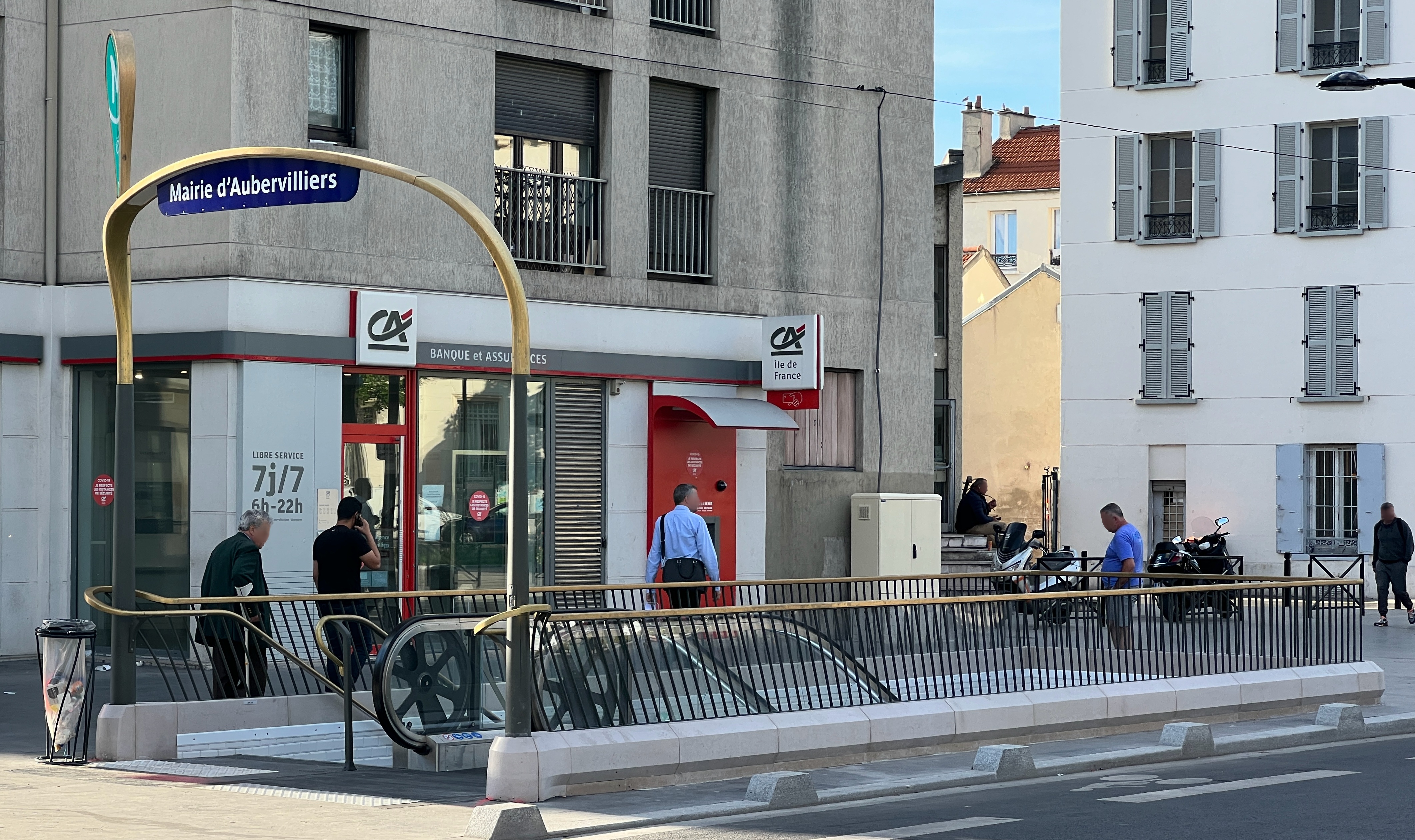
Une des entrées le long de l'avenue Victor-Hugo.
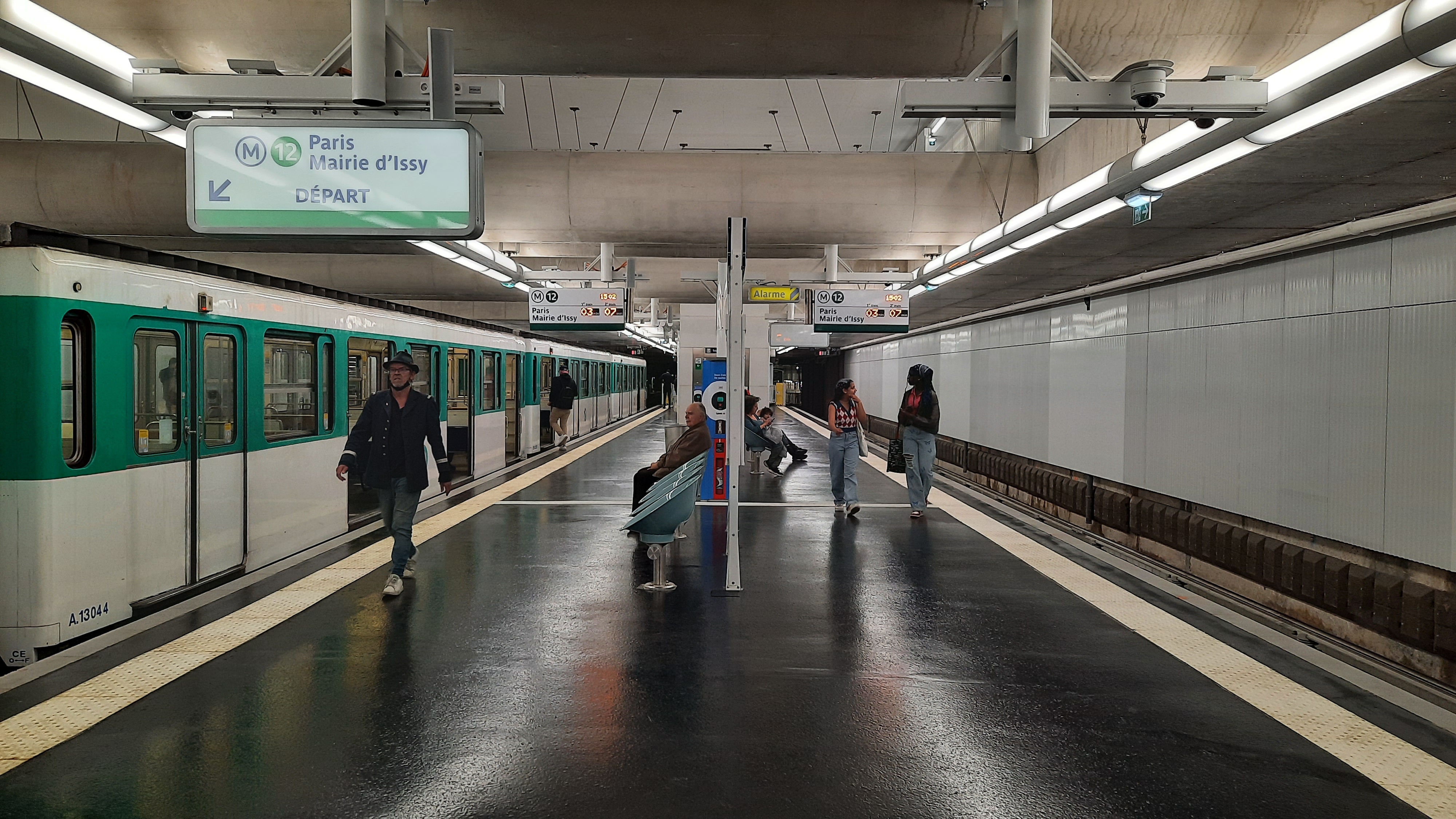
Le quai en direction du sud-est encadré par deux voies de circulation.

Cette station est équipée d'une voie sur fosse en impasse pour assurer une maintenance rapide des trains.

### Intermodalité
La station est desservie par les lignes 35, 150, 170 et 173 du réseau de bus RATP.

## Projet
Vers 2030, la station Mairie d'Aubervilliers pourrait être desservie par la ligne 15 dans le cadre du Grand Paris Express. L'architecture de la future station est confiée à Grimshaw Architects. La maîtrise d’œuvre est assurée par le groupement Koruseo, composé d'Egis (mandataire), Ingerop, Tractebel, Aecom et Caruss.
Les travaux préparatoires à la construction commencent en 2019.